# 英國戰後時期
英國在第二次世界大战中取得胜利后，克莱门特·艾德礼领导的工党上台执政，建立了一个全面的福利國家，建立了国民医疗服务体系（NHS），为所有英国公民提供免费医疗，并对其他福利进行了改革。英格兰银行、铁路、重工业和煤矿开采都被国有化。最具争议的问题是钢铁国有化，与其他问题不同，只因钢铁国有化有利可图。當時经济复苏缓慢，住房供应不足，面包和许多生活必需品都实行定量配给。这是一个“紧缩时代”。美国贷款和马歇尔计划拨款使经济得以维持。印度、巴基斯坦、缅甸和斯里蘭卡相繼独立。英国是冷战期间强大的反苏力量之一，并于1949年共同建立了北约。直到20世纪70年代，工党和保守党都容忍或鼓励国有化、建立强大的工会、严格的监管、高税收和蓬勃的福利国家。历史学家将这个时代描述为“戰後共識時代”。